# إيغور كونوفالوف
إيغور كونوفالوف (الروسية: Коновалов, Игорь Олегович) هو لاعب كرة قدم روسي في مركز الوسط، ولد في 8 يوليو 1996 في بيلوريتشينسك في روسيا. لعب مع سبارتاك موسكو ونادي كوبان كراسنودار.

## وصلات خارجية
- إيغور كونوفالوف على موقع قاعدة بيانات كرة القدم.إي يو (الإنجليزية)
- إيغور كونوفالوف على موقع Soccerway.com (الإنجليزية)
- إيغور كونوفالوف على موقع عالم كرة القدم.نت (الإنجليزية)